# Conk

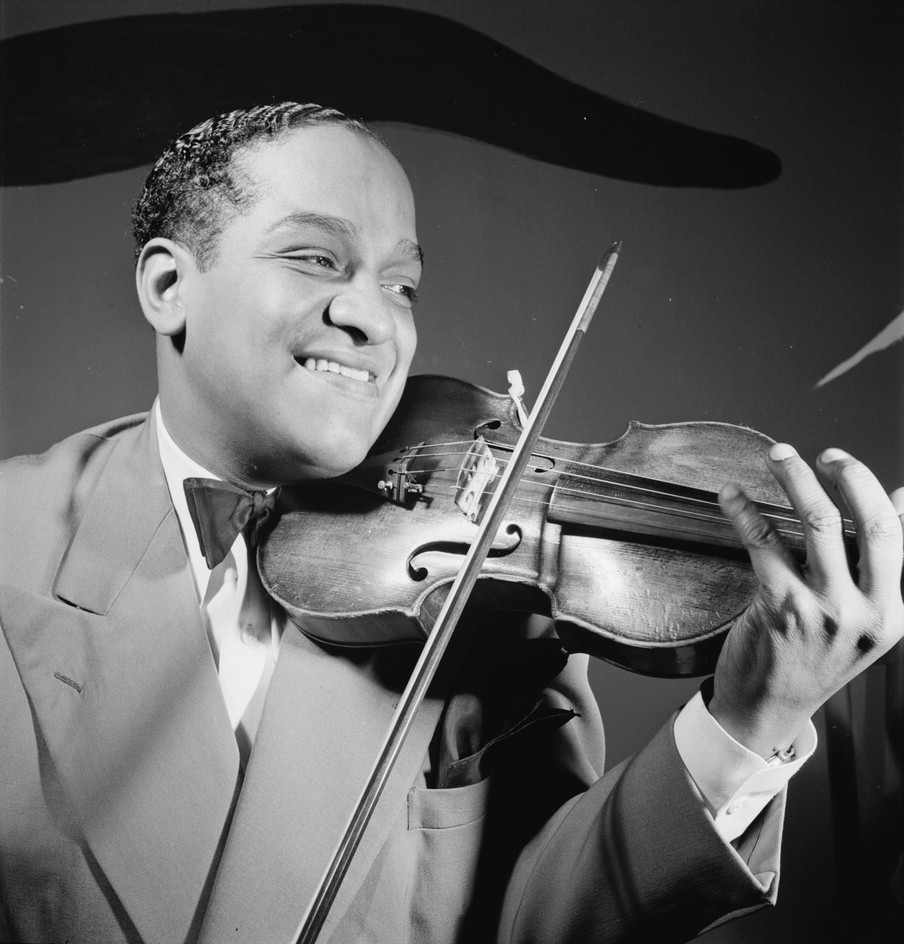
El músico de jazz Eddie South, 1946.

El conk fue un peinado popular entre los hombres afroamericanos desde los años 1920 a los 1960. Este estilo obligaba a que un hombre con cabello naturalmente rizado tuviera que alisarlo químicamente utilizando un alisador llamado congolene, un gel químico capilar extremadamente corrosivo a base de lejía, que a menudo era mezclado de manera casera con huevos y puré de patatas. La aplicación requería el uso de guantes y la solución cronometrada correctamente sobre la cabeza del solicitante y una vez pasado el tiempo suficiente, exhaustivamente retirada con agua fría para evitar quemaduras químicas. El resultado deseado era que el cabello recién alisado podía ser fácilmente peinado en el popular en la época estilo "conk".

## Historia
Los más jóvenes y los atrevidos lo solían lucir deportivo, con un tupé más o menos alto, aunque la mayoría prefería sencillamente peinarlo hacia atrás, con el cabello aplanado sobre sus cabezas. Independientemente del estilo, el conk requería una cantidad considerable de esfuerzo para mantenerlo: un hombre a menudo tenía que llevar alguna clase de trapo o paño en casa, para absorber el sudor y otros agentes y evitar que su cabello regresara prematuramente a su estado natural. El estilo también requería la aplicación repetida de alisantes como vaselina o brillantina; a medida que crecía, el nuevo cabello también debía ser químicamente alisado.
Muchos de los músicos populares a mediados del siglo XX, incluyendo Chuck Berry, Little Richard, Bo Diddley, Fats Domino, Louis Jordan, James Brown, los miembros de The Temptations y The Miracles y Sammy Davis, Jr. lucían estilo conk. La portada del álbum de 1968 Electric Mud muestra a la leyenda del blues Muddy Waters con un estilo conk deportivo. 

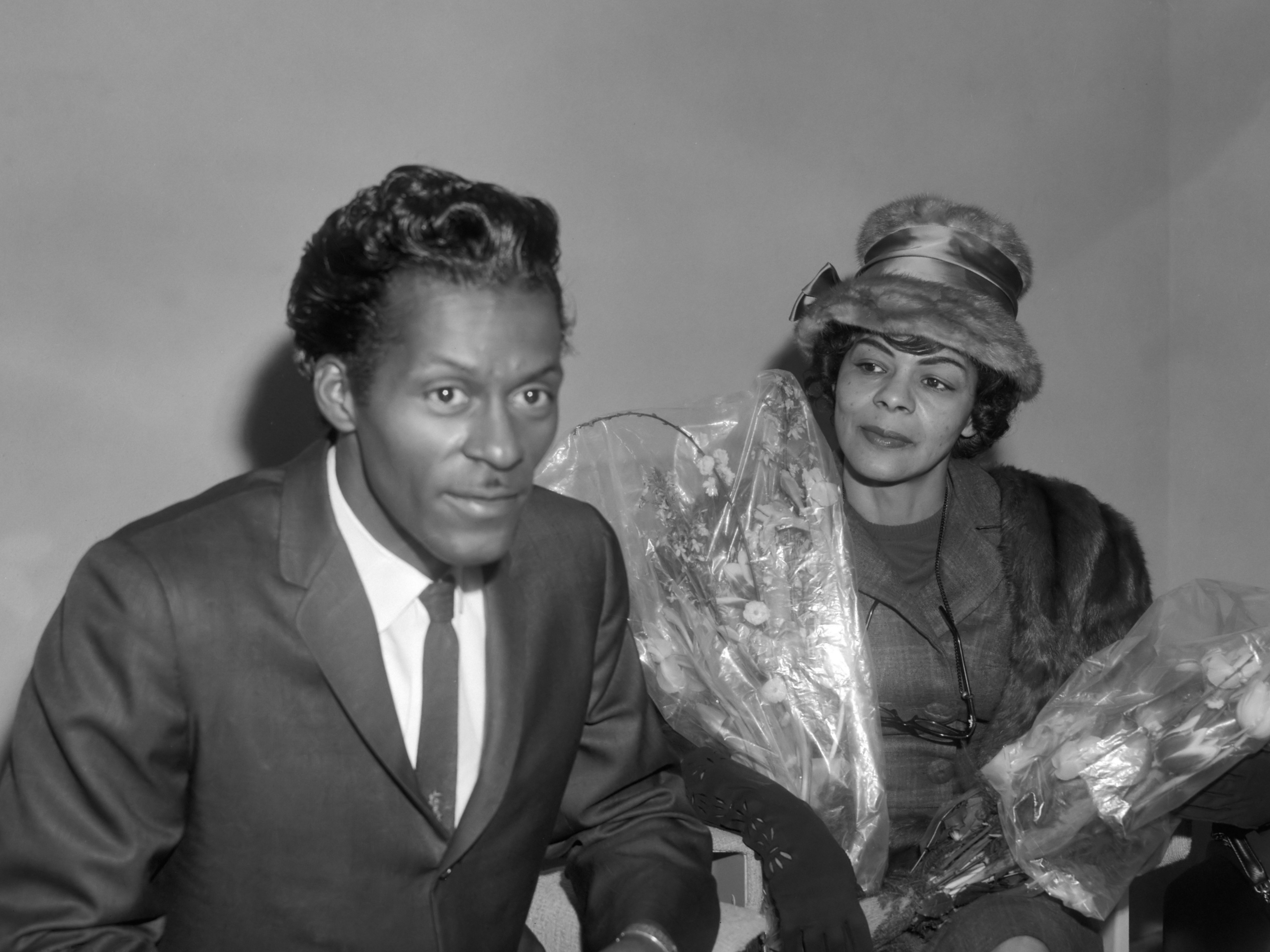
El cantante Chuck Berry con conk deportivo, 1965.

El estilo finalmente decayó cuando se afianzó el movimiento del Black Power y el Orgullo Negro a mediados de los años 1960. El cabello afro y el natural se convirtieron en símbolo popular del orgullo africano. El afro es el equivalente al cabello largo entre los caucásicos de cabello lacio, pudiendo llevarse de varias longitudes. Al igual que el cabello largo de los jóvenes estadounidenses no africanos, el afro fue llevado por los jóvenes afroamericanos como símbolo de protesta por la justicia social y la igualdad de derechos, un cambio en las costumbres y una demanda de pensamiento independiente. Según la longitud, el afro era denominado "moderado" o "completo". Ejemplos de Afro completo puede ser visto en fotos de 1968 de Angela Davis y Jimi Hendrix, el afro moderado puede ser visto en fotos de 1968 de Richard Pryor y Muhammad Ali. Ejemplos del cabello natural, o sea llevado corto o muy corto, puede ser visto en fotos de 1969 de Stevie Wonder y Marvin Gaye. El natural fue considerado el estilo del "hombre de negocios" y generalmente aceptado desde entonces por empresas y escuelas. No era visto como tan subversivo, polémico o amenazante para los no afroamericanos como el afro, o el cabello largo hasta los hombros o más de los jóvenes de cabello lacio. Las mujeres afroamericanas empezaron a llevar el natural a partir de 1970. 
El conk fue un recurso importante en la biografía cinematográfica del líder Malcolm X dirigida por Spike Lee, Malcolm X, basándose en la propia condena en la autobiografía de Malcolm del peinado conk como una autodegradación negra debido a sus implicaciones de la superioridad de un aspecto "más blanco" y por el dolor que causaba el proceso y la posibilidad de sufrir quemaduras graves en el cuero cabelludo.
El conk es un peinado desaparecido entre los hombres afroamericanos, aunque en los años 1980 y 1990 volvieron a triunfar estilos artificialmente lisos, pero ahora más suaves y seguros, como el Jheri curl y el S-curl.
En 2009, el actor, comediante, y director Chris Rock hizo un documental informativo titulado Good Hair, el cual se centra en las creencias, orígenes y evoluciones de los peinados entre la comunidad afroamericana.

## Cultura
En la Autobiografía de Malcolm X, se menciona que hubo un momento en que el predominio del peinado conk hizo que "uno se pregunte si el negro ha perdido por completo todo sentido de identidad, perdido el contacto consigo mismo".